# Nacerdochroa
Nacerdochroa — род жуков-узкокрылок.

## Распространение
В России зафиксирован один вид.

## Описание
Жуки в длину достигает 8,7-15,5 мм. Их тело имеет то слабо уплощённой до умеренно выпуклой форму, окрас варьируется от жёлтого до тёмного. Последний членик челюстных щупиков секировидный. Глаза уплощённые или умеренновыпуклые, слабо выемчатые. Голова примерно имеет примерно такую же ширину что и переднеспинка. Переднеспинка примерно одинаковой длины и ширины, более или менее сердцевидная, не имеет вдавлений. Коготки простые. Надкрылья слегка расширены у вершины, с тремя плохо развитыми жилками, вторая жилка отсутствует.

## Список видов
- Nacerdochroa carinatopyga Švihla, 1983
- Nacerdochroa caspica Faldermann, 1836
- Nacerdochroa concolor (Brullé, 1839)
- Nacerdochroa hedini Pic, 1935
- Nacerdochroa plustschevskyi Reitter, 1893